# أحمد بن راشد الملكاوي
الشيخ أبو العباس أحمد بن راشد بن طرخان بن شهاب الدين الملكاوي عالم ومفتي ومدرس وقاضي، وُلد في بلدة ملكا، إربد والتي تقع شمال الأردن، وانتقل إلى دمشق وأخذ العلم عن العلماء فيها. أحد العلماء الأئمة المعتبرين، اشتغل في الفقه والحديث والنحو والأصول، كان قاضي معروف ولُقِب بقاضي القضاة، وكان فقيه الشام وشارك في الحكم في الدولة المملوكية، وقام بنصرة أهل السنة. سمع الكثير من المسندين ورافق في السماع عدة من المحدثين. كان رفيقه شهاب الدين الزهري، من سلالة ابن شهاب الزهري.

## عمله

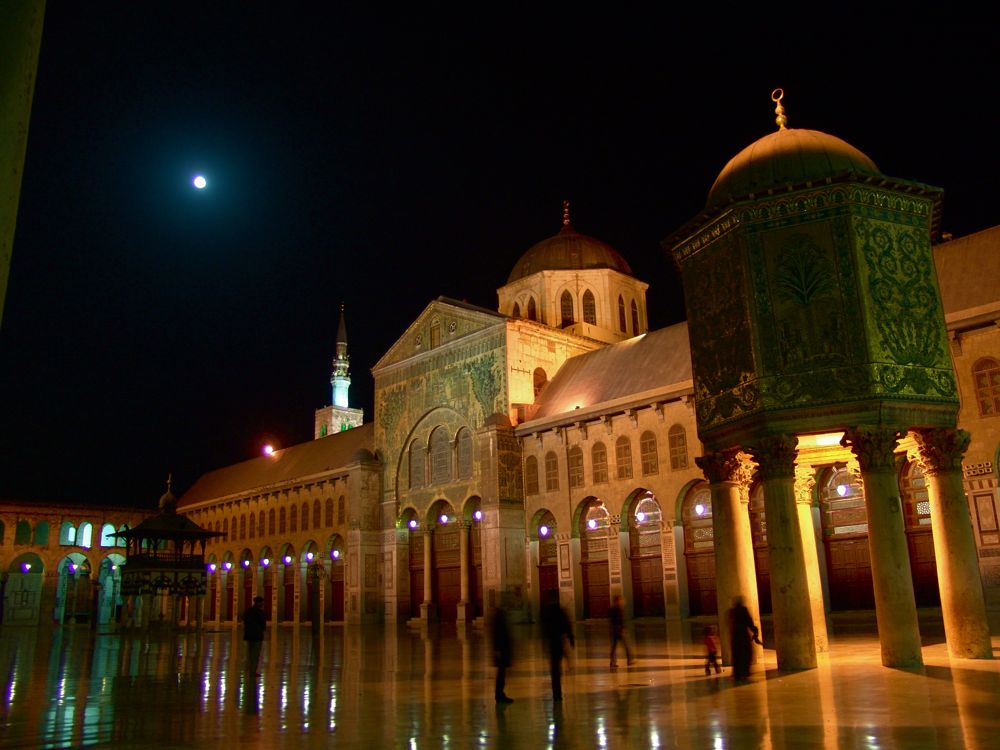
الجامع الأموي، حيث مكان جلوس الشيخ أحمد أغلب الأوقات.

قال المقريزي أنه كان بارعاً في الإفتاء وتدريس الفقه محباً للسنة ملازماً للاشتغال. نبغ في الاحكام والفقه وأصول الدين وعلومه وعُرِف من أعلام دمشق وشيوخها. درّس في المدرسة الدماغية والشامية والجوانية. كان يحب الحديث والسنة، وكان دائماً يجلس في الجامع الأموي يصلي ويقوم بعمل حلقات تدريسية لطلابه. كان ملازماً للأشغال وكان يكتب على الفتاوى كتابة جيدة محررة واشتهر بذلك حتى أصبح قاضي.

## ذُكِر عنه
قال شمس الدين السخاوي:«ليس بدمشق من أخذ العلم على وجهه غيره». كما قال رفيقه شهاب الدين: «ليس بدمشق من حمل العلم على وجهه إلا الملكاوي». ذكره ابن ناصر الدين في كتابه الرد الوافر على من زعم أن من سمى ابن تيمية شيخ الإسلام كافر، وذكره مؤرخ الإسلام العلامة الحافظ شهاب الدين أبي العباس أحمد بن حجي السعدي الحسباني في معجمه تاريخ ابن حجي وعلم على اسمه علامة سماعه منه، ورأى بعض الحفاظ الأعلام ترجمه بفقيه الشام. ذُكِر أنه كان يعظم الشيخ تقي الدين ابن تيمية. كتب عنه ابن العماد الحنبلي في كتابه شذرات الذهب وكتب عنه تاج الدين السبكي في كتاب طبقات الشافعية الكبرى وكتب عنه عبد القادر بن محمد النعيمي في كتاب الدارس في تاريخ المدارس. وذكره شيخ المؤرخين العرب تقي الدين المقريزي في كتابه درر العقود الفريدة في تراجم الأعيان المفيدة وقال عنه أنه لُقِب بفقيه الشام

## عائلته

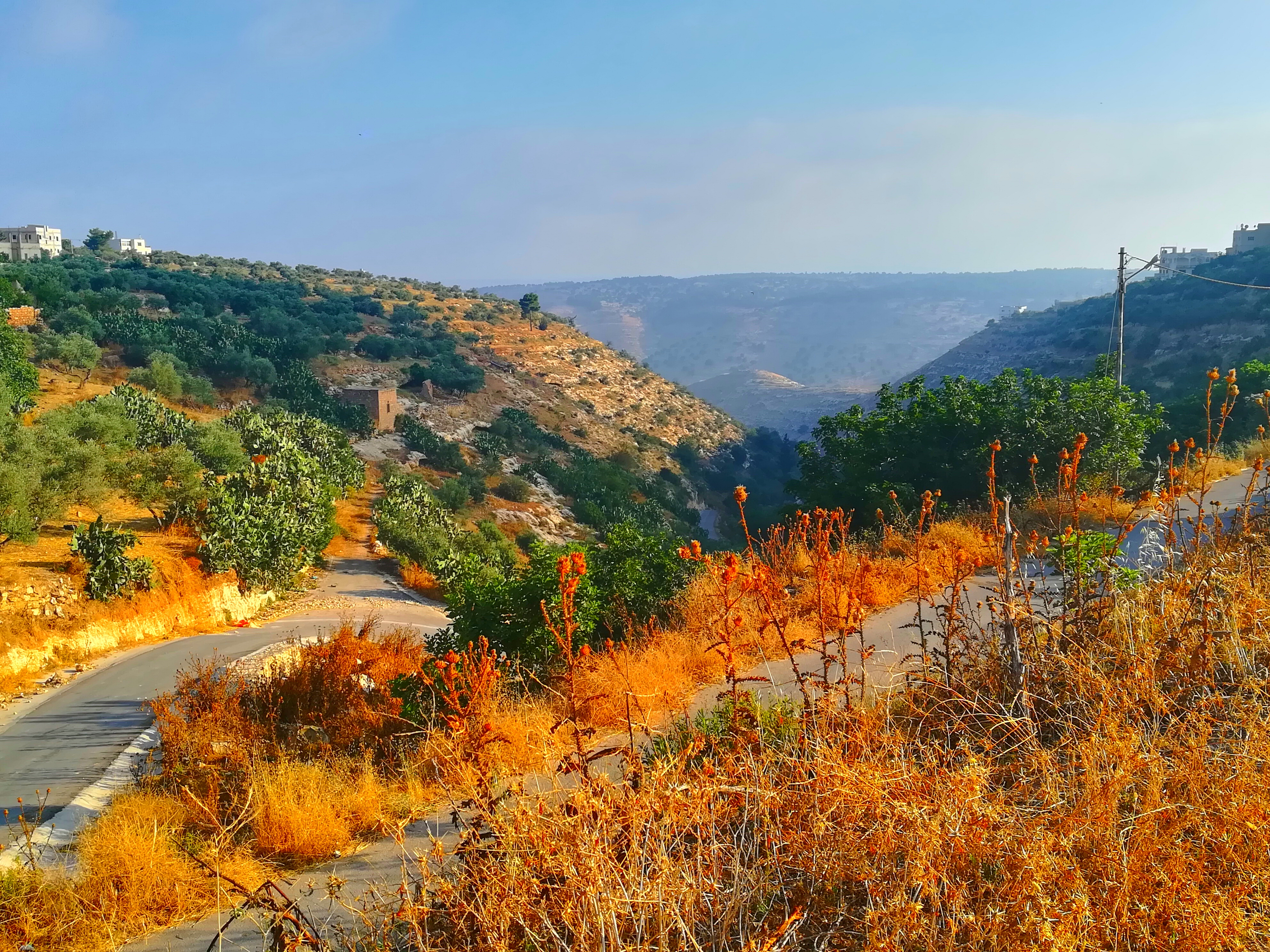
بلدة ملكا، الأردن. حيث مكان مولده.

وُلد الشيخ أحمد في بلدة ملكا، إربد، شمالي الأردن. ومنها نُسِب إليها باسم الملكاوي. وُلد لعائلة عُرفت بالتقوى، يكون الشيخ عبد الرحمن بن موسى الملكاوي، ابن أخ الشيخ أحمد بن راشد، اشتغل بالفقه، وحفظ المنهاج وتوفي سنة 801 هـ.

## إقتباسات
- | أحمد بن راشد الملكاوي | فوالله إنّ الشيخ تقي الدين شيخ الإسلام لو دَرَوْا ما يقول لرجعوا إلى محبته وولائه. | أحمد بن راشد الملكاوي |
- | أحمد بن راشد الملكاوي | كل صاحب بدعة ومن ينتصر له لو ظهروا لا بد من خمودهم وتلاشي أمرهم. | أحمد بن راشد الملكاوي |

## وفاته
يُذكر أنه توفي في رمضان سنة 803 هـ/1400 م، بعد أن حدثت فتنة كبيرة عُرِفت بكائنة تيمور تسببت في مقتله، حيث تم منع الأكل عنه حتى مات جوعاً.